# Beit HaNassi
La résidence du président, dite en hébreu Beit HaNassi (בית הנשיא), est la résidence officielle du président de l'État d'Israël, située à Jérusalem. 

## Description
Située dans le quartier cossu de Talbiya, elle accueille les services de la présidence de l'État d'Israël depuis 1971, date de l'achèvement de sa construction, supervisée par l'architecte israélien Abba Elhanani.
Lieu de réception des dignitaires étrangers en visite en Israël, elle fait office de résidence officielle pour le chef de l'État israélien. Son hôte actuel, Isaac Herzog, l'occupe depuis le 7 juillet 2021, jour de son investiture à la magistrature suprême.